# Gonzalo Gervasini
Gonzalo Gervasini (* 24. Oktober 2005) ist ein uruguayischer Leichtathlet, der sich auf den Mittelstreckenlauf spezialisiert hat.

## Sportliche Laufbahn
Erste internationale Erfahrungen sammelte Gonzalo Gervasini im Jahr 2021, als er bei den U20-Südamerikameisterschaften in Lima in 3:53,81 min den fünften Platz im 1500-Meter-Lauf belegte und mit der uruguayischen Mixed-Staffel über 4-mal 400 Meter mit 3:51,13 min auf Rang sechs gelangte. Anschließend siegte er bei den U18-Südamerikameisterschaften in Encarnación und gelangte dann bei den U23-Südamerikameisterschaften in Guayaquil mit 3:51,52 min auf Rang vier. Im Jahr darauf siegte er in 1:52,98 min im 800-Meter-Lauf bei den Jugend-Südamerikaspielen in Rosario und gewann dort in 3:57,61 min auch die Goldmedaille über 1500 Meter. Anschließend schied er bei den U20-Weltmeisterschaften in Cali mit 1:54,41 min in der ersten Runde über 800 Meter aus. Im September siegte er bei den U18-Südamerikameisterschaften in São Paulo mit neuem Meisterschaftsrekord von 3:53,72 min über 1500 Meter und gelangte mit 1:55,42 min auf Rang sechs über 800 Meter. 2023 belegte er bei den U20-Südamerikameisterschaften in Bogotá in 1:54,07 min den siebten Platz über 800 Meter und kam über 1500 Meter nicht ins Ziel. Anschließend gewann er bei den Panamerikanischen U20-Meisterschaften in Mayagüez in 3:51,79 min die Silbermedaille über 1500 Meter. Im Jahr darauf belegte er bei den U20-Südamerikameisterschaften in Lima in 3:59,23 min den fünften Platz über 1500 Meter und kam über 3000 Meter nicht ins Ziel. Zudem belegte er in der Mixed-Staffel über 4-mal 400 Meter in 3:43,71 min den sechsten Platz. Anschließend verpasste er bei den U20-Weltmeisterschaften ebendort mit 3:52,34 min den Finaleinzug über 1500 Meter. Im September gelangte er bei den U23-Südamerikameisterschaften in Bucaramanga mit 3:52,98 min auf Rang zehn.
2025 belegte er bei den Hallensüdamerikameisterschaften in Cochabamba in 4:02,15 min den vierten Platz über 1500 Meter und gelangte auch mit der 4-mal-400-Meter-Staffel mit 3:29,89 min auf Rang vier. Ende April belegte er bei den Südamerikameisterschaften in Mar del Plata in 3:50,87 min den neunten Platz über 1500 Meter und kam über 5000 Meter nicht ins Ziel.
2022 wurde Gervasini uruguayischer Meister im 800-Meter-Lauf sowie 2024 und 2025 über 1500 Meter.

## Persönliche Bestleistungen
- 800 Meter: 1:50,41 min, 10. April 2022 in Concepción del Uruguay (uruguayischer U20-Rekord)
- 1500 Meter: 3:47,63 min, 12. April 2025 in Montevideo (uruguayischer U20-Rekord)
  - 1500 Meter (Halle): 4:02,15 min, 22. Februar 2025 in Cochabamba
- 3000 Meter: 8:26,50 min, 14. August 2021 in Montevideo (uruguayischer U20-Rekord)
- 5000 Meter: 14:30,24 min, 6. April 2025 in Montevideo